# Women’s Professional Billiard Association
Die Women’s Professional Billiard Association (kurz: WPBA) ist der führende Verband für Damen-Poolbillard. Gegründet wurde die WPBA 1976, damals noch unter dem Namen Women’s Professional Billiard Alliance, von den Spielerinnen Madelyn Whitlow und Palmer Byrd sowie Larry Miller (Herausgeber der National Billiard News). Derzeitige Präsidentin ist Linda Chen.
Die WPBA organisiert eine Turnierserie (hauptsächlich in den Vereinigten Staaten) und gibt eine Weltrangliste heraus.
Siegerin der vom 7. bis 11. November 2012 in Lincoln City, Oregon durchgeführten WPBA Tour Championship ist Jasmin Ouschan.